# Летаргія (фільм)
«Летаргія» (рос. «Летаргия») — радянська соціальна драма режисера Валерія Лонського, що вийшов у 1983 році на кіностудії «Мосфільм». Головною сюжетною лінією фільму є пробудження головного героя від летаргічного егоїстично-міщанського сну.

## Сюжет
Молодий учений Бекасов працює в Москві в НДІ і стає жертвою інститутської інтриги. Його наукову роботу привласнює його тесть, який є одним з керівників НДІ. Всі знають, що це робота Бекасова, але тільки розводять руками. До всього від Бекасова йде дружина — дочка того самого керівника-професора, переконана в непогрішності свого батька. Заради неї Бекасов залишає свою першу дружину з дочкою, які залишаються жити в маленькому містечку. Головний герой починає жити лише для себе: у фільмі багато епізодів, які це підкреслюють. Але життя вносить свої корективи. Перший дзвінок до пробудження — від Бекасова йде кохана жінка після розмови щодо їхньої дитини, нічний дзвінок у двері і заклик про допомогу дівчині, яка гине, смерть матері, розмова з дочкою, якій вже 18 років; апогей фільму — це, звичайно, повне пробудження і повернення до загальнолюдських цінностей. Бекасову дзвонить Ольга, і він пізно ввечері їде до неї, тому що розуміє, що він може втратити любов. В електричці він не відразу, але все ж таки заступається за дівчину, до якої пристали п'яні хулігани. Бекасов дивом залишається живий. Цей вчинок і є повне пробудження від летаргічного сну.

## У ролях
- Андрій Мягков —  Вадим Сергійович Бекасов, завідувач відділом НДІ
- Наталя Сайко —  Ольга
- Валентина Паніна —  Ліда, колишня дружина Бекасова, мати Маші
- Римма Коростельова —  Маша, дочка Бекасова
- Василь Бочкарьов —  Михайло Платонович, другий чоловік Ліди, вітчим Маші
- Сергій Дитятєв —  Андрій Андрійович Фокін
- Ігор Владимиров —  Михайло Миколайович Оболенський, композитор
- Віктор Філіппов —  Дадашев, поет-пісняр
- Анна Варпаховська —  Женя
- Сергій Никоненко —  Головін
- Володимир Землянікін —  Смирнов
- Ірина Ликсо —  мати Бекасова
- Мартін Залітіс —  Бекасов в дитинстві
- Ольга Битюкова —  дівчина на вечорі у Дадашева
- Віра Бурлакова —  пасажирка електрички
- Павло Бєлозьоров — епізод
- Інна Виходцева —  лікар, мати Віті
- Юрій Гусєв —  Половинкин
- Олександр Потапов —  Макар Іванович, сусід Ольги
- Світлана Коновалова — епізод
- Людмила Корнієнкова — епізод
- Сергій Рубеко — епізод
- Галина Самойлова — епізод
- Тамара Совчі — епізод
- Олена Тонунц — епізод
- Геннадій Фролов — епізод
- Роман Хомятов —  батько Віті
- Любов Черняєва — епізод

## Знімальна група
- Автори сценарію:
  - Володимир Железников
  - Валерій Лонськой
- Режисер-постановник: Валерій Лонськой
- Оператор-постановник: Анатолій Іванов
- Художник-постановник: Елеонора Немечек
- Композитор: Ісаак Шварц
- Державний симфонічний оркестр кінематографії
  - Диригент: Марк Емлер
- Директор картини: Людмила Габелая